# Simpeureum
Simpeureum is een bestuurslaag in het regentschap Majalengka van de provincie West-Java, Indonesië. Simpeureum telt 2809 inwoners (volkstelling 2010).